# Ching-Te
Ching-Te ist ein Einschlagkrater auf der nordöstlichen Mondvorderseite, nordöstlich von Mons Argaeus und westlich der Apollo 17-Landestelle.
Die namentliche Bezeichnung geht auf eine ursprünglich inoffizielle Bezeichnung auf Blatt 42C3/S3 der Topophotomap-Kartenserie der NASA zurück, die von der IAU 1976 übernommen wurde.